# Євфразієва базиліка
45°13′43″ пн. ш. 13°35′37″ сх. д. / 45.22861° пн. ш. 13.59361° сх. д.
Євфразієва базиліка — ранньохристиянська базиліка у місті Пореч, Істрійська жупанія, Хорватія. Крім власне базиліки в архітектурний комплекс входять також захристя, баптистерій, єпископська резиденція і дзвіниця. Увесь комплекс являє собою один з найцінніших зразків візантійського мистецтва в регіоні. 1997 року включений до списку Світової спадщини ЮНЕСКО.

## Історія

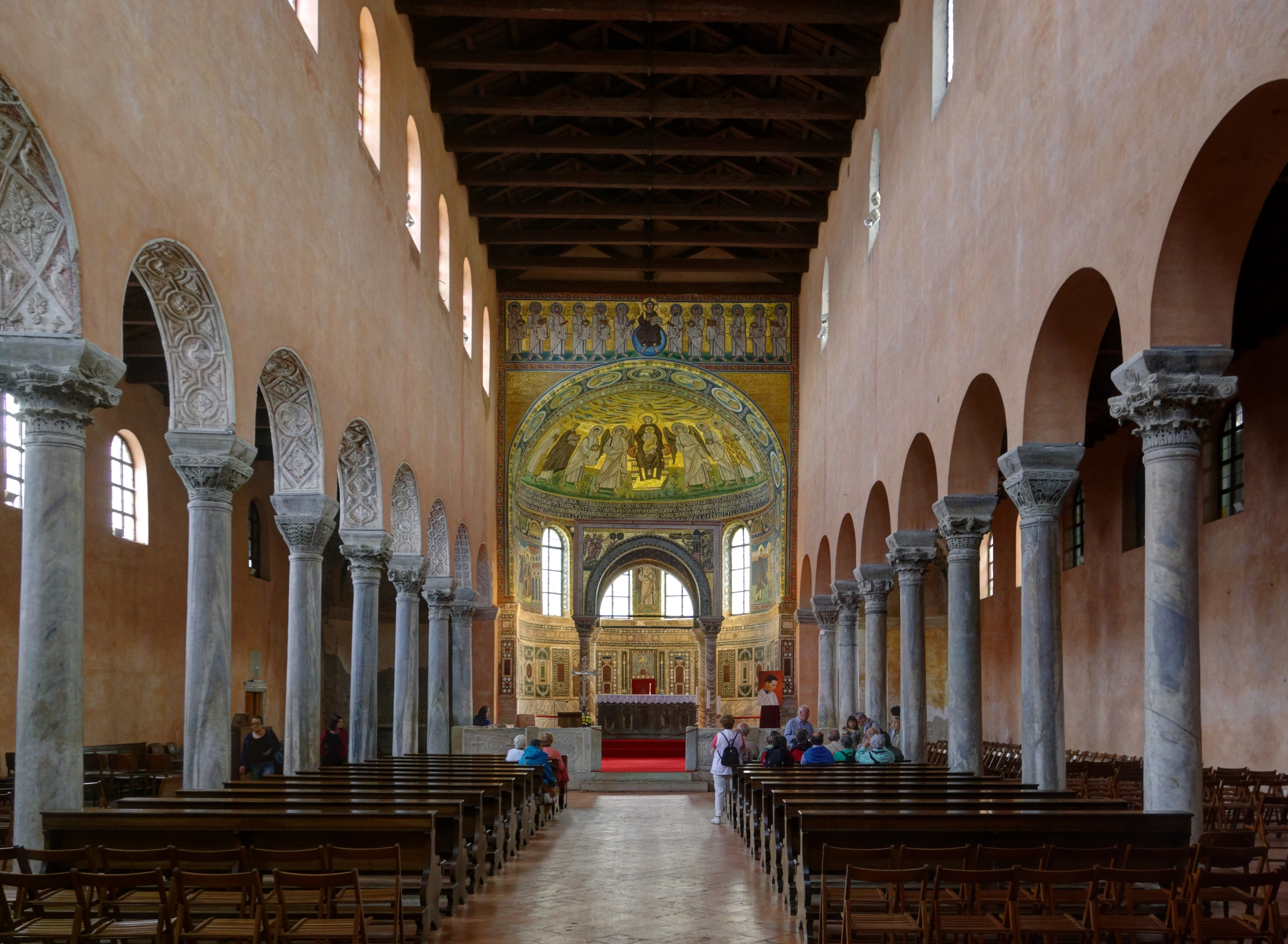
Центральний неф і ківорій

Єпархія в Поречі належить до найдавніших на Адріатиці і була заснована на стику III і IV століть. Перша каплиця на місці сучасної базиліки, присвячена святому Мавру, покровителю Пореча, була побудована в другій половині IV століття. Незабаром після зведення каплиця була перебудована в церкву з одним нефом і одною бічною прибудовою. Мозаїка на підлозі з цього храму збереглася до наших днів і знаходиться зараз в саду базиліки. Примітне зображення риби на цій мозаїці, яке було одним з найвідоміших ранньохристиянських символів.
У 539 році Пореч перейшов під контроль Візантії. Сучасна базиліка, присвячена Пресвятої Богородиці, була споруджена в VI столітті за часів єпископа Евфразія, ім'ям якого базиліка стала іменуватися надалі. Базиліка була зведена на місці старої церкви, що перебувала в напівзруйнованому стані після набігів готських племен. Зведення базиліки зайняло близько 10 років. Для будівництва використовувалися в тому числі і фрагменти старої церкви. Настінні мозаїки були виконані візантійцями, підлогові мозаїки у візантійському стилі місцевими майстрами. Евфразій зображений на одній з мозаїк абсиди поруч зі св. Мавром з моделлю базиліки в руках.
Після землетрусу 1440 року базиліка була частково зруйнована, деякий час перебувала у запустінні, служби тут припинилися. У XVIII столітті будівлю реконструювали, привносячи в архітектуру ряд барокових рис. Під час ще однієї реконструкції в XX столітті пізніші барокові елементи були видалені.

## Архітектура

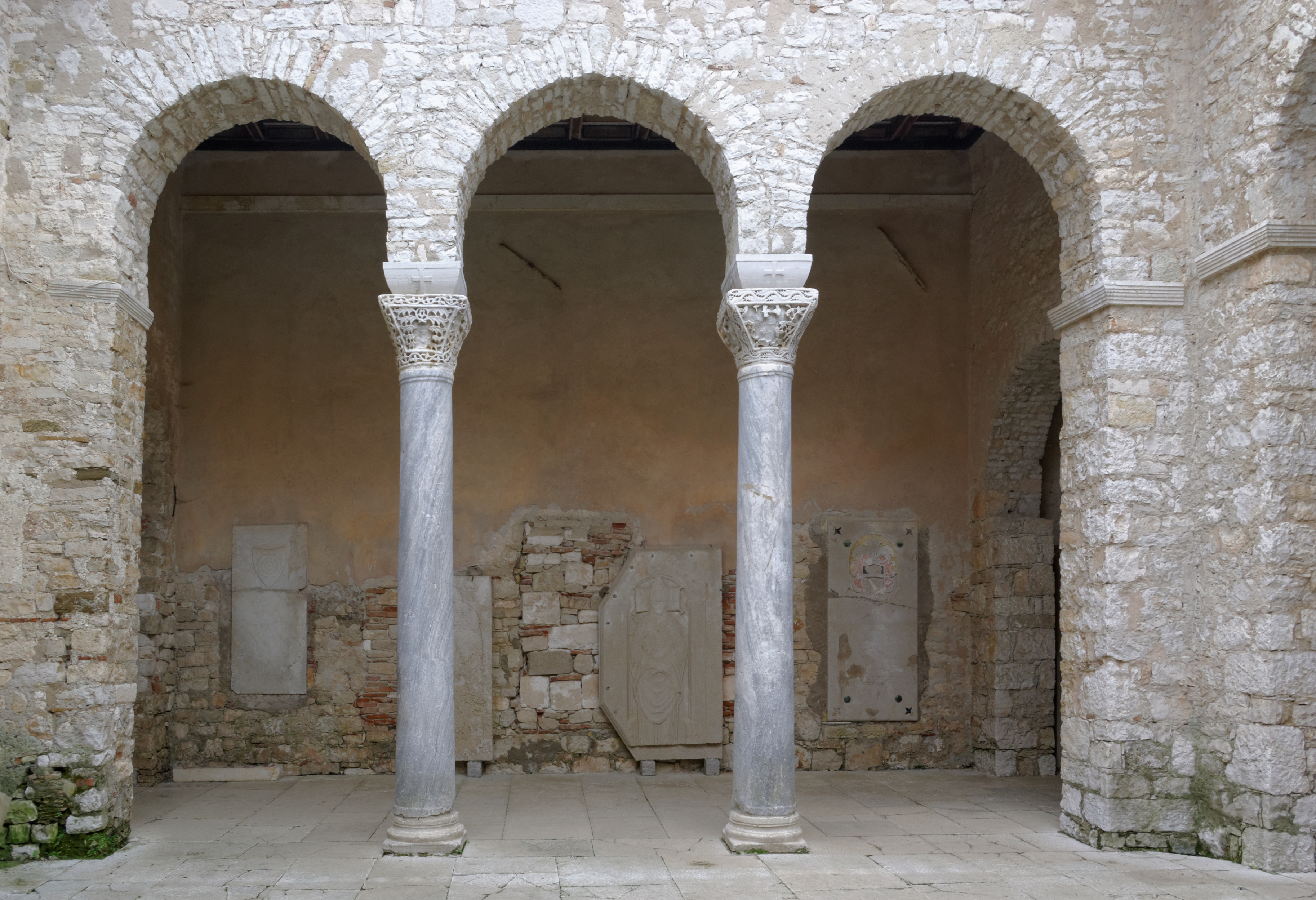
Атріум

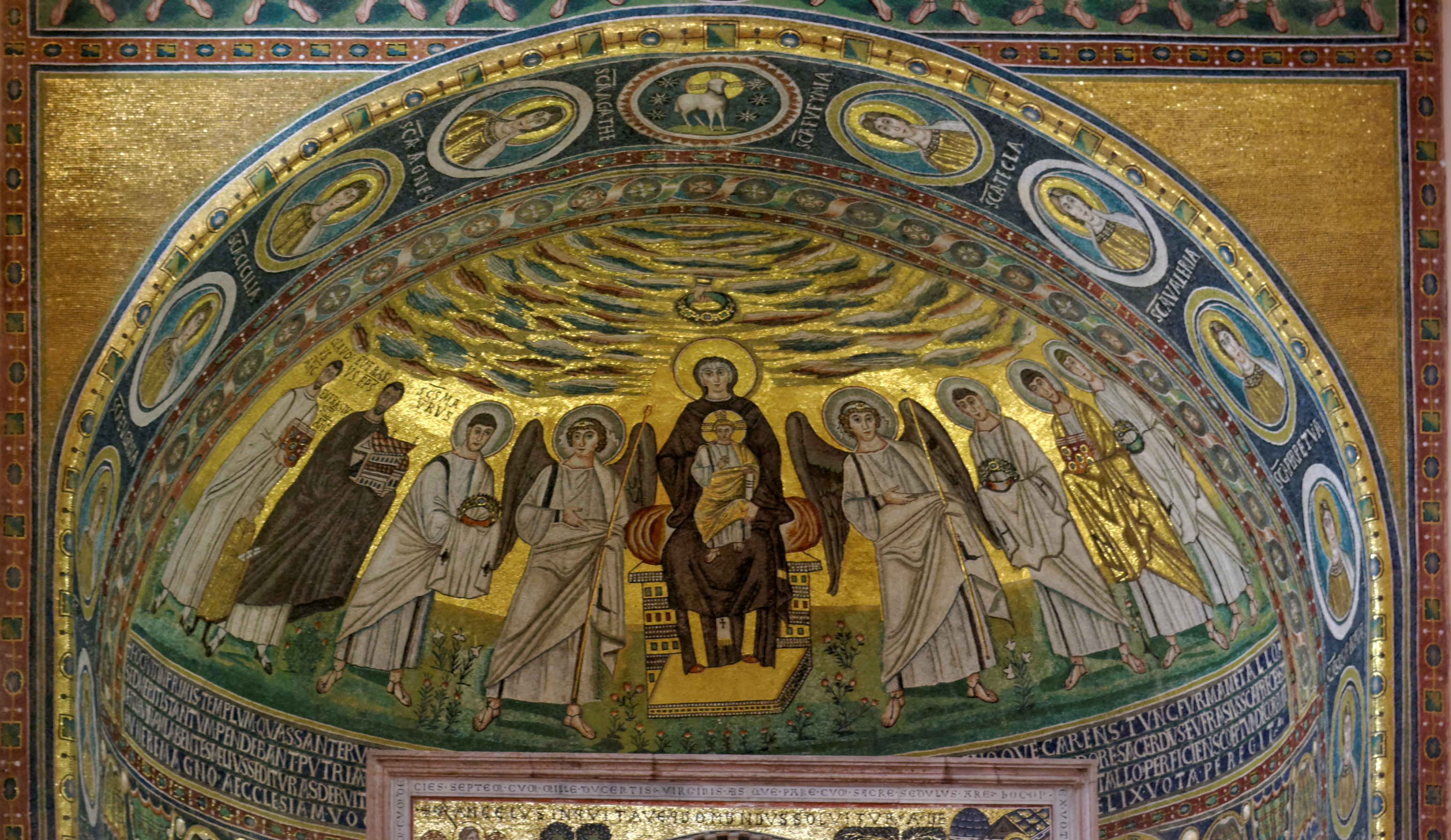
Мозаїка на зводі абсиди

Ефразієва базиліка — тринефний храм, два бічних нефа відділені від центрального колонадами з 18 грецьких колон з багато прикрашеними візантійськими та романськими капітелями. На кожній колоні зображена монограма св. Евфразія. Арки між капітелями прикрашені фресками. У капелі поруч з сакристією зберігаються мощі низки святих, у тому числі святого Мавра.
Над вівтарною частиною знаходиться багато прикрашений мармуровий ківорій, створений в 1277 році на замовлення єпископа Отто. Балдахін, декорований мозаїкою, підтримується чотирма мармуровими колонами VI століття, які до 1277 року були частиною старого ківорія. На фронтальній стороні ківорія зображена сцена Благовіщення. У XV столітті єпископ Іоанн замовив для вівтаря базиліки в Італії карбований рельєф у стилі ренесанс, виконаний з позолоченого срібла. Поліптих венеціанського художника Антоніо Віваріні належить до того ж періоду. Картина з зображенням Таємної вечері написана Пальмою Молодшим.
Передня стіна абсиди обрамлена мозаїчною стрічкою, яка містить хвалу Евфразію та його роботі. Задня частина абсиди декорована кам'яними плитами з перламутровими інкрустаціями. У абсиді знаходиться єпископський трон, оточений канделябрами.
Іншими елементами комплексу є восьмикутний баптистерій і єпископський палац, зведені в VI столітті одночасно з базилікою, атріум з давніми могильними плитами і дзвіниця XVI століття. На дзвіницю дозволений підйом.

## Мозаїки

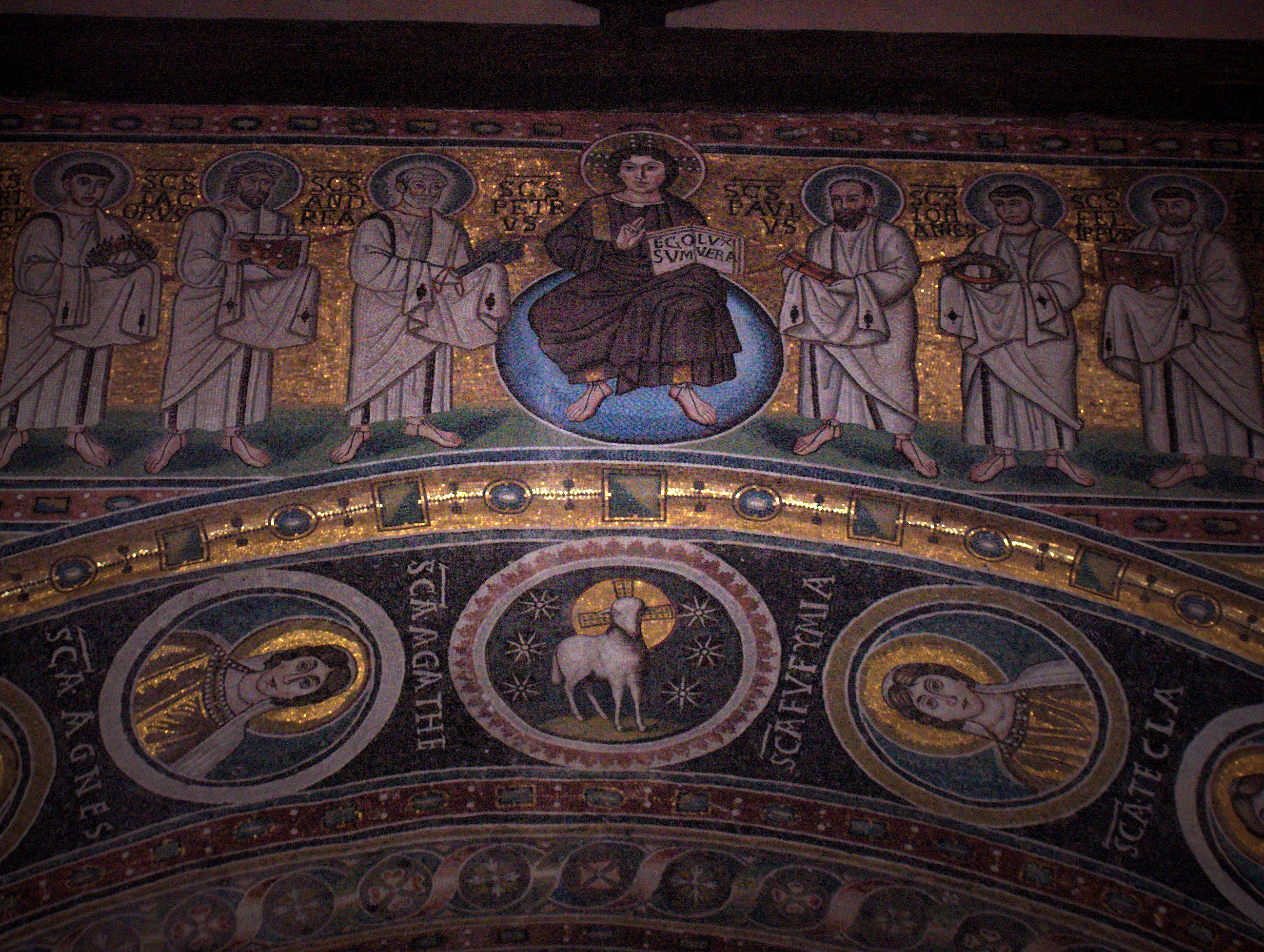
Мозаїки тріумфальної арки

Найціннішим надбанням базиліки є мозаїки — видатний зразок візантійського мистецтва VI століття.
На мозаїці тріумфальної арки над абсидою зображений Христос, що тримає розкриту книгу з текстом «Я світло істинне» і апостоли. Нижче розташовані мозаїчні медальйони із зображенням Агнця і портрети 12 мучениць. Звід над абсидою прикрашений мозаїкою, що зображує Марію з Немовлям, що сидять на небесному троні. З боків знаходяться зображення ангелів і місцевих святих, у тому числі святого Мавра, архідиякона Клавдія, єпископа Евфразія. Всі фігури зображені стоячими на квітковому лузі.
Великі мозаїки між вікнами абсиди зображують сцени Благовіщення і Відвідин. Між ними знаходиться ряд менших, з зображеннями Немовля-Христа і ряду мучеників (свв. Кузьма і Дем'ян, св. Урс і св. Север).